# Cuarteto (género musical)
El cuarteto característico, o simplemente cuarteto, es un género de música popular oriundo de Córdoba, Argentina. Se caracteriza por un ritmo alegre y activo.
En sus comienzos, en los años 1940, fue asociado casi exclusivamente a la clase baja y a los sectores marginales, siendo despreciado por las clases media y alta. Sin embargo, en los años 1990 el cuarteto logró una mayor difusión en el resto del país, comenzando así un proceso de aceptación por parte de todos los sectores de la sociedad argentina, una transformación de la opinión pública que se ha consolidado en el tiempo.
El 4 de julio de 2013, el Concejo Deliberante de la Ciudad de Córdoba lo declaró Patrimonio Cultural Inmaterial mediante la Ordenanza 12205 que fuera impulsada por la Secretaría de Cultura. Mientras que el 20 de noviembre del mismo año la declaración se extendió a la provincia por la Legislatura de la Provincia de Córdoba mediante la Ley 10174.
En la actualidad se tramita un proyecto de ley impulsado bajo el número 2569-D-2016 con el objetivo de alcanzar el mismo estatus a nivel nacional.

## Historia

### Comienzos
El cuarteto es un heredero directo de la fusión de la música que trajeron los inmigrantes italianos y españoles a la Argentina, en especial la tarantela y el pasodoble, aunque fue creado fundamentalmente por miembros de la clase obrera criolla. Por su hibridación es complejo delimitar los aportes de esta música popular, aunque hay acuerdo en la influencia de géneros tropicales de Sudamérica, como de la gaita zuliana, el jalaíto y el paseo, de raigambre afro.
En sus comienzos, era escuchado en las zonas semirrurales e interpretado por pequeñas orquestas de cuatro músicos (de ahí la denominación, que se hizo extensiva al género) que tocaban piano, acordeón, contrabajo y violín, animando las fiestas.
En 1943, Augusto Marzano (quien también integraba la Orquesta Característica Los Bohemios) formó el Cuarteto Característico Leo, llamado así en honor a su hija Leonor, integrado por él mismo en contrabajo; Fernando Achával como primera voz, al poco tiempo sucedido por José Sosa Mendieta; Miguel Gelfo en acordeón; Luis Cabero en violín; y la propia Leonor Marzano como pianista. Ella fue la que creó la esencia de este estilo al darle prioridad a la marcación rítmica con su mano izquierda (lo que pasó a conocerse coloquialmente como tunga tunga) y acentuar el primer tiempo en lugar del segundo (subrayó el "tun" y suavizó el "ga").
El 4 de junio de ese año debutaron en una audición en la radio LV3 de Córdoba. Luego de esa presentación la orquesta recorrió diferentes localidades de esa provincia y de Santa Fe, mostrando su música.
En 1953 grabaron su primer álbum y en 1956 se presentaron en la periferia de la ciudad de Córdoba, en una pista llamada El Negrito. Durante la década de 1960 la banda incorporó a otros miembros, como Carlitos Rolán, quien se hizo cargo de la voz en 1965, y Eduardo Gelfo (hijo de Miguel Gelfo y Leonor Marzano), quien ingresó en 1968, a la edad de 19 años. A finales de esa década el cuarteto había logrado cierta popularidad en el centro de la ciudad.
Rolán se retiró de la Leo en 1971, tras lo cual inició su etapa solista, marcada por el reemplazo del contrabajo y el piano por el bajo y el piano eléctrico.

### Popularidad

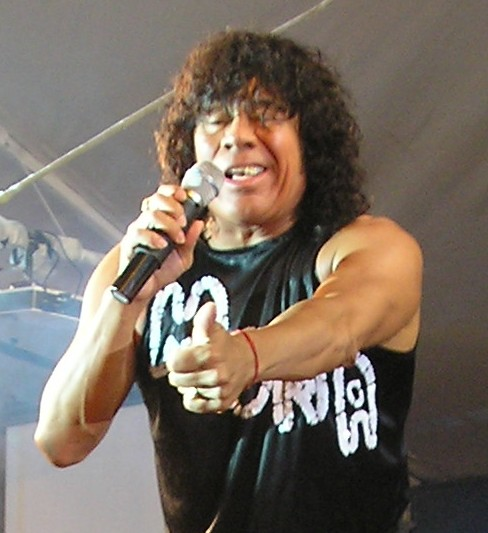
La Mona Jiménez. Con más de 50 años como cantante, es considerado una figura clave y central en la historia del cuarteto.

El 1 de julio de 1967 debutó el Cuarteto Berna, que estaba integrado por Bernardo Antonio Bevilacqua en piano, Daniel Franco en acordeón, Dante Franco en guitarra-bajo, Horacio Luna en violín y Carlos "La Mona" Jiménez en voz. Esto significó la primera aparición del artista, que en ese momento tenía 16 años y había obtenido el puesto tras participar de un casting con otros cuarenta postulantes.
Su primer álbum fue grabado en 1969 y llevó el nombre de Con ritmo de guarason. La Mona grabó seis álbumes con la banda antes de abandonarla para formar el Cuarteto de Oro en 1972. Su lugar en el Cuarteto Juvenil Berna fue ocupado por Ariel Ferrari, cuando el género ya tenía mayor difusión.
El grupo llamado Cuarteto Característico la Leo introdujo aires de estos géneros en su repertorio, como queda evidenciado en su álbum de 1971 ¡Viva la felicidad!. Por otra parte, una de las canciones de cuarteto con aires de gaita más conocida es La gaita del lobizón, interpretada por el Cuarteto de Oro en 1974.
Póngale la cadenita, uno de los primeros discos del Cuarteto de Oro, fue un fracaso en ventas. Sin embargo, su siguiente álbum, titulado Cortate el pelo cabezón, llegó a vender 180 000 unidades, entre LPs, casetes y magazines.
La Mona, originario de Córdoba, se retiró del Cuarteto de Oro para armar su propio proyecto solista, luego de grabar veintiséis álbumes con la agrupación. En 1984 lanzó su primer trabajo solista, Para toda América, que incluía la canción «La flaca Marta». Cuatro años después debutó en Buenos Aires, en el microestadio de Atlanta, luego tocó en el Luna Park y en 1989 en el club Cemento.

### Expansión al resto del país
A mediados de la década de 1980 el cuarteto era difundido en la provincia de Córdoba, la región de Cuyo y el Noroeste argentino, pero en 1988 La Mona Jiménez tocó por primera vez en Buenos Aires, presentando su famoso tema «¿Quién se ha tomado todo el vino?», en el microestadio del club Atlanta, con lo cual fue sumando público para el género con cada nueva presentación que hizo en el Gran Buenos Aires, lo que se consolidó en la década de 1990, debido también a la aparición en escena de Rodrigo Bueno, intérprete que ganó gran popularidad casi de inmediato en todo el país.
En 1996, Rodrigo lanzó «Lo mejor del amor», trabajo por el cual recibió el premio ACE, pero su despegue definitivo fue con Cuarteteando, grabado en Córdoba. Temas como «Y voló, voló» y «Ocho cuarenta» fueron los más exitosos del disco. Su último proyecto en vida fue A 2000, estrenado en julio de 1999, posicionado número uno en Argentina en su lanzamiento, calificado con 4/5 estrellas por Billboard y con 240 mil ventas certificadas por la Cámara Argentina de Productores de Fonogramas y Videogramas (CAPIF).
Durante el siglo xxi, el cuarteto sigue vigente, tanto por nombres clásicos como "La Mona" Jiménez , Banda XXI y  Tru-la-lá, o por nuevos músicos como Ulises Bueno y Damián Córdoba.

## Subgéneros
El cuarteto, según su estilo, se divide en varios subgéneros.

### Cuarteto tradicional o característico
El cuarteto propiamente dicho (también conocido como característico) es el ritmo original nacido de la mezcla de la tarantela y el pasodoble. A estos, más tarde se le sumó la influencia de ritmos como la gaita zuliana, el jalaíto y el paseo. Ha sido interpretado por el Cuarteto Leo, La Mona Jiménez, Rodrigo Bueno, el Cuarteto de Oro, el Cuarteto Berna, Heraldo Bossio, y varios más, y actualmente lo sigue siendo por artistas como Cachumba, Damián Córdoba y Ulises Bueno, entre otros.

### Moderno
Este subgénero fue ingresado al ambiente cuartetero por el conjunto Chébere y actualmente es tocado por muchas bandas. Se caracteriza por la ausencia de la percusión clásica y la fuerte presencia de la batería y los vientos. Es notable su similitud con ritmos como el rock nacional o el ska.
En la actualidad, llama la atención la introducción de guitarras eléctricas, como en el caso de Ulises Bueno o Damián Córdoba, o la fusión con el pop y ritmos latinoamericanos, como Luck Ra o La K'onga.

### Merenteto

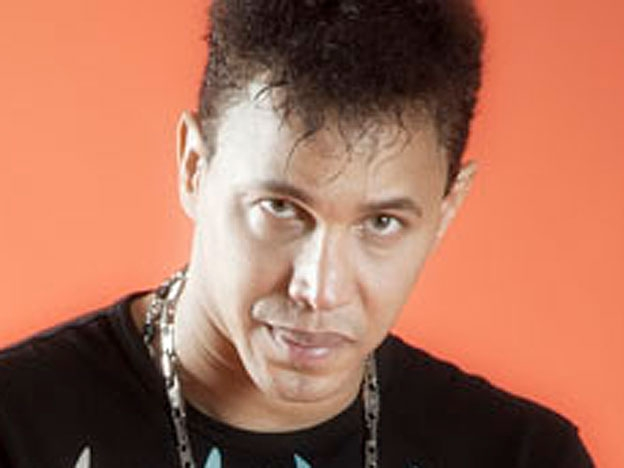
Jean Carlos es la máxima figura del merenteto.

El merenteto es una mezcla entre el cuarteto cordobés y el merengue. Hay dos teorías de cómo se creó este subgénero: algunos apuntan a la introducción de los instrumentos de viento por parte de Chébere, y otros se lo atribuyen al cantante Jean Carlos, que tiene origen dominicano, como el género musical.
- Jean Carlos
- Nolberto Alkalá
- Banda XXI

### Otras variantes
El cuarteto también se ha fusionado con otros géneros musicales populares, como el tango. Bandas como Milonga Sin Corte o Cuartetango son pioneras de este estilo.
La banda Kapanga también fusionó cuarteto con ritmos como el rock y el ska. Ejemplos de este estilo se pueden encontrar en la discografía de esta banda de la zona sur del área metropolitana de Buenos Aires, como en el álbum Crece.

## Instrumentos
El nombre del género deja en evidencia que originalmente era tocado por cuatro músicos que ejecutaban contrabajo, piano, violín y acordeón.
Actualmente, las agrupaciones de cuarteto utilizan cerca de 15 músicos, entre instrumentos de percusión (timbales, tambora, conga, güiro y batería), de cuerdas (guitarra eléctrica y bajo), de viento (trompeta, trombón y, a veces, saxofón), piano y teclado.

## Los bailes
Los bailes es como se conoce a los recitales de cuarteto, esto debido a que en esos lugares es común que la gente, además de cantar, baile las canciones de los grupos que tocan en vivo.
Se realizan, principalmente, en locaciones específicas, como el Monumental Sargento Cabral, Estadio del Centro, Sociedad Belgrano, Atenas, Club Villa Retiro, La Morocha, Forja, Plaza de la Música, Súper Deportivo, entre otros. No obstante, en ocasiones especiales, se suelen llevar a cabo en boliches, clubes de barrio y canchas de fútbol.

## Día del Cuarteto
El 4 de junio se celebra el Día del Cuarteto, en conmemoración a la primera presentación en vivo del Cuarteto Leo, en 1943.